# Cratere Garni
Garni  è un cratere sulla superficie di Marte.